# QV75
QV75 (acrônimo de "Queen's Valley #75"), no Vale das Rainhas, é o túmulo da princesa Henutmire, provavelmente a filha (ou irmã) e Grande Esposa de Ramessés II. Foi mencionado por Champollion e Lepsius.